# 科塔利亞尼山
18°11′45″S 68°25′35″W / 18.19583°S 68.42639°W
科塔利亞尼山（Qutallani），是玻利維亞的山峰，位於該國奧魯羅省的薩亞馬省，處於喬克爾卡米里山和維拉科柳山西南面，屬於安第斯山脈的一部分，海拔高度4,706米。